# Westzanerpolder
De Westzanerpolder, niet te verwarren met de Polder Westzaan ten noorden daarvan, is een van de vanaf 1872 drooggemaakte IJpolders langs het Noordzeekanaal. De polder wordt aan de noordoostzijde begrensd door de Noorder IJdijk. Aan de westzijde wordt de polder begrensd door Zijkanaal D, dat de verbinding vormt tussen de Nauernasche Vaart en het Noordzeekanaal en aan de oostzijde door Zijkanaal E, dat de verbinding vormt tussen de Westzaner-Overtoom en het Noordzeekanaal.
Tot eind 20e eeuw had de polder een agrarisch karakter. Tegenwoordig is de zuidelijke helft ingericht tot bedrijventerreinen, de noordwestelijke helft is nog gedeeltelijk agrarisch land. Sinds 1 juni 2016 bevindt zich in de noordoostelijke hoek van deze polder het Justitieel Complex Zaanstad. 
De polder wordt van oost naar west doorsneden door de Westzanerweg (s150).